# 乌什铸钱局

清代新疆各铸钱局的位置

乌什铸钱局，简称乌什局，是大清在回部乌什设立的一个铸钱局。乌什局由阿克苏铸钱局迁址设立，初设于乾隆三十一年（1766年），除阿克苏局和乌什局以外，清政府在新疆设立的铸钱局还有叶尔羌局、宝伊局、库车局、喀什噶尔局和宝迪局五个。嘉庆四年（1799年），乌什局迁回阿克苏，此后乌什再未重开钱局。从初设到停铸的33年间有近30年，乌什局是南疆地区唯一的铸钱局，所铸钱币供整个南疆地区行使流通。而且，乌什局每年均开炉铸钱，从未中断，虽经历乾隆、嘉庆两朝，但仅铸有“乾隆通宝”一个年号的红钱。

## 历史
乾隆三十年（1765年），乌什发生回人暴动事件，事件造成清政府驻乌什城办事大臣素诚和阿奇木伯克阿卜都拉身亡，全城官兵及汉族商贩近千人被杀，史称“乌什回乱”。镇压乌什回乱之后，總理回疆事務參贊大臣从喀什噶尔移镇乌什，一大批满汉官兵驻守乌什屯田，使乌什成为南疆的政治军事中心。乾隆三十一年（1766年），阿克苏铸钱局迁到乌什，乌什铸钱局宣告成立。
南疆地区发行的铜钱样式为乾隆皇帝钦定，形制为内地各省通用的圆形方孔的制钱式样，正面用汉字铸“乾隆通宝”四字，背面用满文及回字标注局名。每枚重二钱，用“提净红铜”制成，不搀杂铅锡，色泽红润，因此被称之为“红钱”，当地民众则称之为“普尔”或“雅尔马克”（意为铜币）。乾隆三十六年（1771年），红钱重量减为每枚一錢五分；乾隆三十九年（1774年），再减为一錢二分。
与阿克苏局初设时设有钱炉六座相比，乌什局初设之时仅有钱炉两座。在乌什设局主要是因应南疆局势变化做出的调整，乌什本身的各项条件相比阿克苏并不适于开设钱局，铸钱的成本极高。乌什虽地处回疆腹地，但并不临近交通要道，与原作为南疆东部中心城市的阿克苏相比位置较为偏僻。乌什本地并不产铜，乌什局铸钱所用原铜需在阿克苏购买，甚至连日常所用的沙土罐泥也是在阿克苏挖掘；所需匠人劳役均有阿克苏提供，按春秋两季派遣到乌什工作；铸钱所用木炭由库车、库尔勒、布古尔、沙雅尔、赛里木、拜城等六城回民每年轮流到乌什砍柴烧制。
由于南疆西部喀什噶尔、叶尔羌等地频发偷运玉石案件，叛逃境外的萨木萨克和卓四处串联威胁喀什噶尔，且乌什城在乾隆五十年（1785年）的地震中多有损毁，总理回疆事务参赞大臣在乾隆五十二年（1787年）复移驻喀什噶尔。乾隆五十八年（1793年），乌什不再监管阿克苏，屯田兵丁也陆续裁减，乌什彻底丧失中心城市地位，乌什局也就丧失了维持高成本铸钱的现实需求。
1796年，嘉庆皇帝继位，但乾隆皇帝仍以太上皇名义训政。乾隆皇帝曾下令新疆回部所铸红钱的钱文应始终使用“乾隆通宝”，“不可援照内地钱制按代改铸”，乾隆通宝红钱应“永远恪守，不必改毁另铸”，因此乌什局在嘉庆帝登基后所铸红钱仍全部是“乾隆通宝”。嘉庆四年（1799年）正月初三，乾隆帝驾崩，嘉庆帝得以亲政。同年，嘉庆帝批准总理回疆事务参赞大臣参赞大臣觉罗长麟的奏请，将乌什局迁回阿克苏，此后南疆各钱局铸钱，八成为本朝的“嘉庆通宝”，两成为“乾隆通宝”，以示对先皇遗训的尊重。

## 所铸钱币
乌什局在33年中铸造了大量红钱，虽然全部是“乾隆通宝”小平钱，但有着丰富的版式，存在大量的异版钱。高宇翔《乌什局红钱版式研究》一文中，根据钱文风格的不同，将乌什局红钱分为14个基本版式，并列出了因为流通、缺铜和钱模移动造成的3类异版钱。
| 面文     | 背文                                            | 图例 | 始铸时间               | 停铸时间           | 备注                           |
| -------- | ----------------------------------------------- | ---- | ---------------------- | ------------------ | ------------------------------ |
| 乾隆通宝 | 穿左为满文局名“ᡠᡧᡳ”，穿右为察合台文局名“اوشى‬”。 |      | 乾隆三十一年（1766年） | 嘉庆四年（1799年） | 乌什局仅铸有“乾隆通宝”小平钱。 |